# 1929 في اليابان
فيما يلي قوائم الأحداث التي وقعت خلال عام 1929 في اليابان.

## سياسة

### انتهاء فترة المنصب
- 2 يوليو – تاناكا غيتشي رئيس وزراء اليابان.

## مواليد

### يناير
- 30 يناير – إيسامو أكاساكي

### أبريل
- 10 أبريل – يوزو أأوكي لاعب كرة قدم ياباني.
- 22 أبريل – أوتوهيكو كاغا كاتب ومؤلف ياباني.

### يوليو
- 5 يوليو – تشيكاو أوتسكا

### أغسطس
- 31 أغسطس – أوسامو ياماجي لاعب كرة قدم ياباني.

### سبتمبر
- 24 سبتمبر – تورو أوهيرا

## وفيات

### يوليو
- 26 يوليو – ناوماسا ياماساكاي (مواليد 1870)

### سبتمبر
- 29 سبتمبر – تاناكا غيتشي (مواليد 1864)